# Ambystoma andersoni
Ambystoma andersoni är en groddjursart som beskrevs av Salome Litwin Krebs och Ronald A. Brandon 1984. Ambystoma andersoni ingår i släktet Ambystoma och familjen mullvadssalamandrar. Inga underarter finns listade i Catalogue of Life.

## Beskrivning
Arten är en neoten salamander färgad i rödbrunt med svarta, delvis sammanfallande fläckar. Käkarna är försedda med många tänder, och fötterna är platta och simhudsförsedda. Arten har yttre, buskiga gälar med klarröda hårfibrer. Könen är lika, både hane och hona har en kroppslängd på 10 till 14 cm från nos till kloak, och en svans som är mellan 56 och 78 % av kroppslängden.

## Utbredning
Arten är bara känd från sjön Lago Zacapu och de angränsande vattendragen på över 2 000 meters höjd vid staden Zacapú i nordvästra delen av delstaten Michoacán de Ocampo i västra Mexiko. Hela utbredningsområdets yta är 19 km2.

## Ekologi
Som alla neotena arter är Ambystoma andersoni helt akvatisk. Den lever i rent, kyligt vatten, gärna i strömt vatten bland vattenväxter nära bottnen. Arten äter framför allt snäckor och kräftor.

### Fortplantning
Arten blir könsmogen vid ett års ålder, och en kroppslängd på knappt 9 cm. Leken sker under vår och sommar, varefter honan lägger gulbruna ägg som är drygt 2 mm i diameter. De unga larverna är 12 till 13 mm långa.

### Hotstatus
Det största hotet mot beståndet är vattenföroreningar från jordbruket och från turistanläggningar. Arten fångas också i hög utsträckning för köttets skull. Ännu ett hot är introducerade, främmande rovfiskar. IUCN kategoriserar arten globalt som akut hotad. Arten är lagligt skyddad av den federala mexikanska regeringen, men några specificerade åtgärdsplaner fanns inte 2014, när IUCN:s rapport lades fram.